# Альмогроте
Альмогро́те (исп. almogrote) — традиционный канарский соус мохо с текстурой паштета, приготовленный из выдержанного сыра с острова Гомера (Канарские острова). По вкусу слегка острый. Традиционно смешивается с вяленым козьим сыром и используется для обмакивания хлеба или картофеля (папас-арругадас).
Альмогроте — паштет из выдержанного сыра с острова Ла Гомера, Канарские острова. Он острый и очень вкусный, традиционно смешивается с вяленым козьим сыром и мохо пикон для обмакивания хлеба или картофеля, а также используется в качестве аперитива с бокалом вина.
Для приготовления альмогроте требуется твёрдый козий сыр с Ла Гомера, красный перец пикона или пальмовый перец (название, данное на Канарских островах типу продолговатого и острого перца), чеснок и оливковое масло (extra virgin). После перемешивания получается готовый продукт — паштет бледно-оранжевого цвета с ярким вкусом козьего сыра и острым привкусом. Намазывается на хлеб и подается с вином.